# 郭帆
郭帆（1980年12月15日—），山东济宁人，中国电影导演、制片人和编剧，代表作有《流浪地球》系列。

## 生平
郭帆生于山东济宁，从小喜欢画画，11岁时曾获全国少儿书画大赛绘画组冠军。高考时虽然曾考虑报考北京电影学院，可当年北京电影学院导演系在山东没有招生计划。他在家人劝导下考入海南大学法学院攻读法律。2003年毕业后，他曾一度在北京找寻电影机会，在遭到很多次回绝后，他再次考入北京电影学院导演专业。2011年，他自编自导处女座《李献计历险记》，该片获得第十六届富川国际奇幻电影节欧洲奇幻电影节联盟亚洲奖。他的第二部导演作品《同桌的你》获得优异票房（超过4.56亿元人民币），并荣获第二十一届北京大学生电影节组委会大奖。2014年11月，国家电影局开展“中美电影人才交流计划”，选派郭帆、宁浩、陈思诚、肖央、路阳五位青年导演赴美交流学习。2015年8月23日，刘慈欣撰写的《三体》斩获雨果奖最佳长篇小说奖，并受到电影界青睐。中影制片公司曾找数位导演，但都因中国并不具备拍出好的科幻片能力而被回绝。之后中影集团联系郭帆，中影总经理将《流浪地球》、《微纪元》、《超新星纪元》拿出询问郭帆兴趣，郭帆最后决定《流浪地球》。流浪地球在编辑、制片成本、演员沟通中承受巨大的压力，郭帆也经常因此电影备受压力，在项目最后一度项目赤字，他将自己全部身当900万全部砸进去，制片人及演员均作出牺牲。最终电影凭借强势口碑，票房连创新高破7亿美元，成为中国科幻电影票房第一的作品。
续集《流浪地球2》在2023年春节上映，获得比前作更好的口碑以及40亿人民币的票房。

## 作品列表

### 導演/編劇作品
- 2011：《李献计历险记》（導演和編劇）
- 2014：《同桌的你》（導演）
- 2018：《2018最美表演》（導演之一）
- 2019：《流浪地球》（出品人、制片人、導演和編劇），获金鸡奖最佳影片和百花奖最佳导演
- 2020：《金刚川》（導演之一）
- 2023：《流浪地球2》（出品人、制片人、导演和编剧）
- 2027：《流浪地球3》（出品人、制片人、导演和编剧）

### 其他制片/监制作品
- 2016：《你好，疯子！》（制片人）
- 2019：《平原上的夏洛克》（联合出品人和制片人）
- 2021：《刺杀小说家》（联合出品人和制片人）
- 2021：《人潮汹涌》（联合出品人和制片人）
- 2021：《无尽攀登》（出品人和制片人）
- 2022：《万里归途》（制片人和监制）
- 2023：《宇宙探索编辑部》（制片人和监制）

### 參演作品
- 2019：《流浪地球》饰 叉车司机
- 2020：《我和我的家乡》饰 自己
- 2021：《人潮汹涌》饰 《流浪星球》导演
- 2023：《宇宙探索编辑部》饰 郭凡，科幻片《流浪的球》导演